# تيم روث (كاتب أغاني)
تيم روث هو كاتب أغاني كندي، ولد في 6 ديسمبر 1975.